# Calceomyces lacunosus
Calceomyces lacunosus är en svampart som beskrevs av Udagawa & S. Ueda 1988. Calceomyces lacunosus ingår i släktet Calceomyces och familjen kolkärnsvampar.   Inga underarter finns listade i Catalogue of Life.